# Origné
Origné település Franciaországban, Mayenne megyében. Lakosainak száma 394 fő (2022. január 1.). Origné Nuillé-sur-Vicoin, Entrammes, Houssay, Quelaines-Saint-Gault és Villiers-Charlemagne községekkel határos.

## Népesség
A település népességének változása:
| Lakosok száma | 255  | 225  | 256  | 335  | 423  | 424  | 423  | 410  | 402  | 394  |
|               | 1968 | 1982 | 1990 | 2006 | 2013 | 2015 | 2017 | 2019 | 2020 | 2022 |